# Ruperta Charles
Ruperta Charles (ur. 25 sierpnia 1962) – lekkoatletka, pochodząca z Antigui i Barbudy, specjalizująca się w biegach sprinterskich.
Reprezentowała swój kraj w biegu na 100 metrów, na Letnich Igrzyskach Olimpijskich 1984, zajmując 7. miejsce w biegu eliminacyjnym.